# Bobby Farrell
Roberto "Bobby" Alfonso Farrell (6 tháng 10 năm 1949 – 30 tháng 12 năm 2010) là một vũ công người Hà Lan. Ông được biết đến với vai trò là thành viên của nhóm Boney M.

## Tiểu sử
Farrell sinh ra và lớn lên trên đảo Aruba thuộc Tiểu Antilles, nơi ông đã sống đến tuổi 15. Sau khi hoàn thành việc học, ông đã làm thủy thủ 2 năm, đi khắp các nơi trên đại dương trước khi định cư ở Na Uy. Từ Na Uy, ông đã chuyển đến Hà Lan, nơi đây ông làm việc với vai trò là một DJ, trước khi có công việc tốt hơn ở Đức.
Tại Đức, chủ yếu công việc của ông là DJ cho đến khi gia nhập nhóm nhạc Boney M. group. Ông trở thành nam ca sĩ duy nhất trong nhóm. Farrell rời nhóm năm 1981, sau khi mâu thuẫn với Frank Farian và được thay thế bởi Reggie Tsiboe. Năm 1984, ông gia nhập trở lại nhóm và là thành viên của nhóm cho đến khi nhóm tách ra vào năm 1986.
Farrell đã sống nhiều năm ở Amsterdam. Ông qua đời vào ngày 30 tháng 12 năm 2010, tại một khách sạn ở Saint Petersburg do bị suy tim.

## Đĩa hát
Singles
- 1982: Polizei / A Fool In Love
- 1985: King Of Dancing / I See You

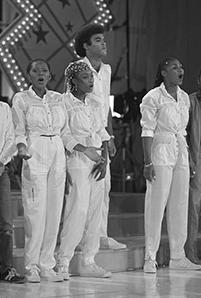
Farrell, hàng thứ ba bên trái với nhóm Boney M - ảnh chụp năm 1981

- 1987: Hoppa Hoppa / Hoppa Hoppa (Instrumental)
- 1991: Tribute To Josephine Baker
- 2004: Aruban Style (Mixes) S-Cream Featuring Bobby Farrell
- 2006: The Bump EP
- 2010: Bamboo Song (Roundhouse Records)

Bobby Farrell's Boney M. / Boney M. Featuring Bobby Farrell / Bobby Farrell Featuring Sandy Chambers
- 2000: The Best Of Boney M. (DVMore)
- 2001: Boney M. – I Successi (DVMore)
- 2001: The Best Of Boney M. (II) (compilation)
- 2001: The Best Of Boney M. (III) (compilation)
- 2005: Boney M. – Remix 2005 (featuring Sandy Chambers) (compilation) (Crisler)
- 2007: Boney M. – Disco Collection (compilation)

All of these releases contain re-recordings of Boney M.'s hits – not the original versions.